# Тамаулипас
Тамаулипас (шп. Estado de Tamaulipas), држава је Мексика. Налази се на североистоку земље, на обали Мексичког залива. Има површину од 79.384 km² и 3.020.225 становника (попис 2005). 
На северу се граничи са САД (Тексас). Границу представља река Рио Гранде. На истоку је мексичка држава Нови Леон, а на југу државе Веракруз и Сан Луис Потоси. 
Главни град државе је Сијудад Викторија, али су већи од њега градови уз америчку границу: Нуево Ларедо, Рејноса и Матаморос, као и лука Тампико. 
Област је први пут политички организована 1774. под именом Нуево Сантандер. Као држава је формирана 1824. 
Познато је да је ова држава место територијалне борбе између Заливског картела и картела Лос зетас. Смртне последице и нерешене отмице услед насиља нарко-картела описане су као "хуманитарна трагедија". 

## Становништво
| 1990.     | 1995.     | 2000.     | 2005.     | 2010.     |
| --------- | --------- | --------- | --------- | --------- |
| 2.249.581 | 2.527.328 | 2.753.222 | 3.024.238 | 3 268 554 |